# Ficus arfakensis
Ficus arfakensis är en mullbärsväxtart som beskrevs av George King. Ficus arfakensis ingår i släktet fikonsläktet, och familjen mullbärsväxter. Inga underarter finns listade i Catalogue of Life.